# سزار چاوز (فیلم)
سزار چاوز (انگلیسی: Cesar Chavez) فیلمی در ژانر زندگینامه‌ای و درام به کارگردانی دیه‌گو لونا است که در سال ۲۰۱۴ منتشر شد.

## بازیگران
- رزاریو داوسون
- آمریکای فررا
- مایکل پنیا
- گابریل مان
- لیسا برنر
- جیکوب بارگاس
- کوین دان
- مارک موسس